# Provincia de Mazandarán
Mazandarán (en idioma persa: مازندران, Māzandarān) es una de las 31 provincias de Irán, situada en el norte del país, junto al mar Caspio. Antiguamente fue parte de la provincia persa de Hircania.
El nombre procede del persa antiguo "mahs Indra" (Gran Indra, un dios védico).

## Historia

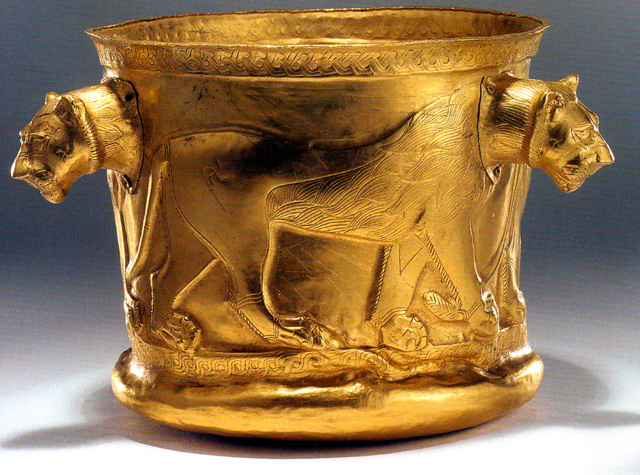

La ocupación humana de la zona está datada desde hace 75.000 años. Las excavaciones recientes en Goher Tippe muestran que la zona fue urbanizada hace más de 5000 años. La zona siempre jugó un papel destacado en los acontecimientos históricos. 
Los primeros pueblos conocidos fueron los tapires, que ocupaban seguramente la montaña en el norte de Seman, y los amardos, de Amol que habrían dado nombre a Amol. El reino de Hircania al este tenía capital a Zadracarta (cerca de Sari, localización exacta desconocida) y fue vasallo de los medos y los aqueménidas.
Ambos pueblos fueron derrotados por Alejandro Magno. El rey Fraates I de Partia (de 181 a. C. a 173 a. C.) trasladó a los amardes a la región llamada Khwar, al este de Waramin, al sur del Elburz, y su lugar fue ocupado por los tapires, que dan nombre a toda la región. Durante la dinastía de Gushnasp, que reinaba en el inicio de la dinastía sasánida, se introdujo el cristianismo. En 418, se creó el calendario tapu. La dinastía de Gushnasp gobernó hasta el 528, cuando fue eliminada por el rey sasánida Kobad. El gobierno de la región fue dado al príncipe Kobad, que ejerció en el cargo hasta el 536. Entonces, el rey persa nombró el noble Sukhra, supuesto descendiente del herrero Kaveh, hacia 537.
A su muerte, dividió los territorios entre dos hijos: Zarmhir y Karin, que fundaron dos ramas (zarmhírides y karínides). Bajo estas dinastías se estableció el zoroastrismo. A la caída del Imperio sasánida Yezdegerd III huyó a tapu. En 645, el gobernador persa (Spahbod) Gil Djamasp, que ya era seguramente el principal poder de la región, se convirtió en poder soberano debido a la invasión musulmana; el zarmihrida Adar Velash de la rama senior de los soberanos vasallos persas de la zona, se convirtió también un poder independiente; Gil escogió Amol como capital en 647.
La dinastía de Gil fue conocida como Gawbara y se dividió a su muerte, hacia 665, en dos ramas fundadas por sus hijos: la dabuyida y la baduspánida. En la primera, el cuarto soberano, Farrukhan el Grande (Farrukhan Y ibn Dabuya 712-728), extendió el dominio hacia el este hasta lo que hoy es el suroeste de Turkmenistán. La dinastía dabúyida fue conquistada por el Califato abasí en 759/760, mientras que la de los baduspánides conservó un poder local durante siglos.
Mazandaran nunca fue dominado por los omeyas y sólo parcialmente por los abasidas.
Incorporada al Imperio persa por el sah Abás I en 1596. Formó parte de la provincia de Taparestan o Tabaristán. Dos famosos persas del siglo IX procedentes de esa provincia fueron los "al-Tabari" (el Tabaristaní).
Bajo los qadjars, Mazanderan y Gurgan formaron dos gobiernos, siempre leales a la dinastía. En el siglo XIX, la ciudad de Sariva entró en decadencia y en cambio crecieron Amol y Barfurush. A mediados del siglo XIX, los babis eran numerosos en la zona y Shaykh Tanarsi, lugar cercano a Barfurush, fue el centro de la revuelta babi de 1848-1849. En 1889-1890 se construyó una corta línea de ferrocarril de Amol en la costa. En 1920, se sumó a la revuelta comunista de Gilan, que fue reprimida en gran parte gracias a la intervención de los cosacos mandados por Reza Shah, un nativo del Mazanderan (de Elasht) que acabó siendo proclamado sah en diciembre de 1925. El territorio fue declarado tierra de la corona (khalisa) y, en la práctica, dominio personal del soberano Amlak-y shahi. A la caída del sha en 1941, las tierras fueron devueltas a los antiguos propietarios y luego vendidas en pequeños lotes durante la reforma agraria bajo el sah Mohammad Reza Pahleví.

## Geografía
Su territorio ocupa una superficie de 23.710 km², un área similar a la de la Comunidad Valenciana. Se encuentra en la costa sur del Mar Caspio. Limita, en sentido de las agujas del reloj, con Golestán, Semnan y la provincia de Teherán. Esta provincia también limita con Qazvin y Gilan al oeste. La Provincia de Mazandaran se divide geográficamente en dos partes: las llanuras costeras y las zonas montañosas. Los montes Elburz rodean la franja costera y las llanuras del Mar Caspio.
A menudo hay nieve en las regiones de Elburz, que corren paralelas a la costa sur, las cuales dividen la provincia en muchos valles aislados. La provincia tiene un clima moderado, subtropical con una temperatura media de 25 °C en verano y alrededor de 8 °C en invierno. A pesar de que la nieve puede caer fuertemente en las montañas en invierno, rara vez cae al nivel del mar.
Sari es la capital; otras ciudades: Babol, Amul. Gorgan perteneció a la provincia hasta 1997, siendo actualmente la capital de la nueva provincia iraní de Golestán.
Atravesada por la cordillera Elburz, aquí se encuentran las dos montañas más altas de Irán: el Damavand (5.610 m s. n. m.) y el Alam Kuh (4.850 m s. n. m.).

## Economía
Arroz, cereales, frutas, algodón, té, tabaco y seda son cultivados en la estrecha llanura junto al Caspio, donde se pesca el esturión. La economía petrolífera del país ha estimulado industrias alimentarias, textiles y cementeras. La apicultura se practica y existe una subespecie propia de abeja melífera en esta provincia Apis mellifera meda

## Lengua

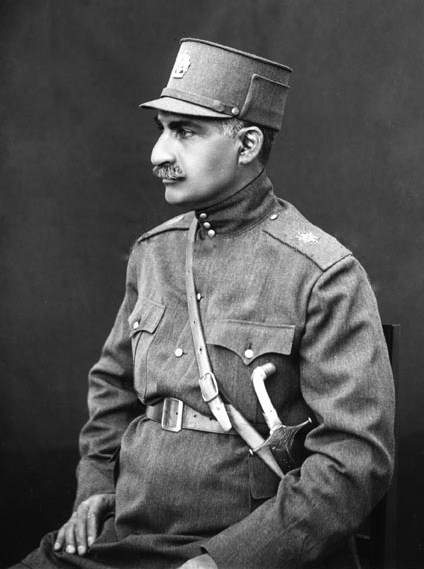
Rezashah

El mazandaraní o tabari es considerado por algunos lingüistas como una lengua autónoma, aunque otros la consideran una variante del persa.